# Раненый ангел
«Раненый ангел» (фин. Haavoittunut enkeli) — самая известная картина финского художника Хуго Симберга. Написана в 1903 году, повторена как фреска Кафедрального собора в Тампере в 1905-м. Считается одной из наиболее важных работ европейского символизма.

## Изображение и сюжет
На картине изображены два мальчика, несущие на носилках ангела с завязанными глазами и кровоточащим крылом. Один из мальчиков пристально и хмуро глядит прямо на зрителя. Фоновый пейзаж строг и условен: черты реального ландшафта в хельсинкском районе Эляйнтарха, места, которое Симберг  многократно фотографировал,  сглажены. Фон картины условен, и принципы его представления находят параллели в живописи итальянского Возрождения.
Один из смысловых планов картины — детская слабость и незащищенность, сложность детского характера, его положение между добром и злом. Ангел на картине Симберга — уязвимая детская фигура, которого художник изображает не как божество, а как ребёнка. Характеры мальчиков сложнее: их моральный посыл и качество действия не ясны — не до конца понятно, символизируют они добро или зло. Фигуру идущего впереди мальчика в чёрном иногда рассматривают как образ смерти.
Важный элемент характеристики картины — неясность её смысла. Не до конца ясны ни сам сюжет, ни его этическое прочтение. Грубая одежда и обувь мальчиков, их нахмуренные серьёзные лица противопоставлены хрупкой, одетой в светлое платье фигуре ангела. Одна из идей картины — противостояние жизни и смерти, кровь на крыле ангела и повязка на глазах — знак уязвимости и хрупкости. Жизнь здесь как будто вплотную приближается к смерти. В руке ангел держит букет подснежников — символ возрождения и выздоровления. Один из мальчиков повернулся к зрителям, разрывая герметичное пространство картины. Сам Симберг отказывался от толкований собственной работы, предоставляя зрителю самому интерпретировать её смысл.

## История создания и тематические линии
Считается, что в основе картины — два формообразующих вектора: проблемы, связанные с личным кризисом художника — его внимание к человеческой уязвимости и обращение к традиции европейского Возрождения.
Осенью 1902 года у художника случился серьёзный нервный срыв, и до весны 1903 года он лечился в больнице Каллио в Хельсинки. Работа над картиной Раненый ангел стала своеобразным символом возвращения к жизни. Симберг написал картину сразу после выхода из больницы, однако эта тема и этот ландшафт занимали его в течение всей осени и зимы 1902—1903 годов. Об этом свидетельствуют эскизы и фотографии, выполненные в это время.

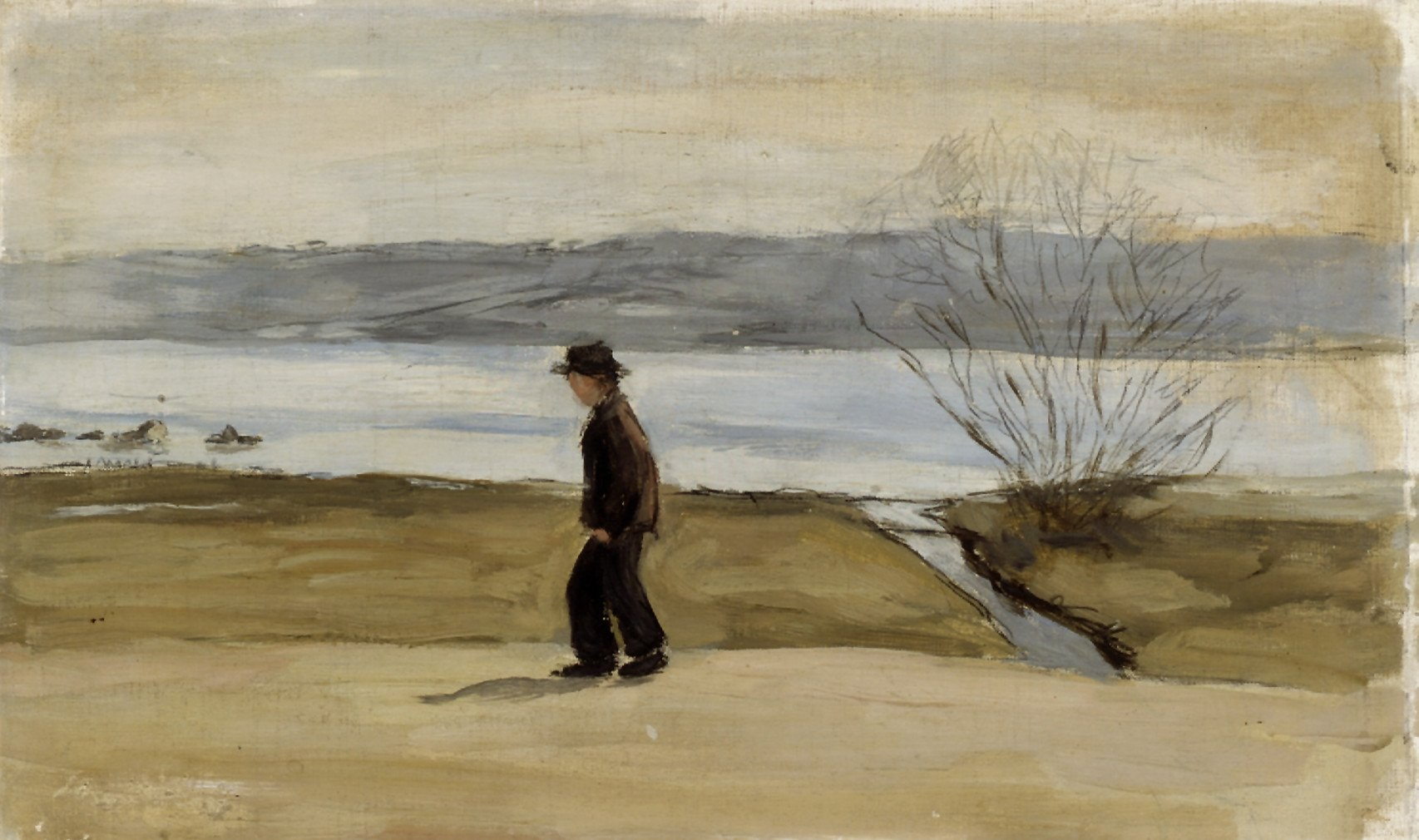
Хуго Симберг. Хуго Симберг. Предварительный эскиз к картине Раненый ангел. 1902.

Другое направление, которое поддерживает картина — изобразительные мотивы и сюжеты европейского Возрождения. В 1896—1897 годах Симберг совершил путешествие по Европе. Темы Северного Возрождения, живопись раннего Ренессанса, также как картины прерафаэлитов, отдававших предпочтение европейскому искусству до Рафаэля, произвели на него глубокое впечатление. Раненый ангел Симберга находит иконографические параллели не только в традиции изображения скорбящего ангела, но также в произведениях флорентийского и северного Ренессанса, например, в произведениях Фра Анджелико и Иеронима Босха. В частности, работа Симберга обладает композиционным сходством с Благовещением (1426) Фра Анджелико и картиной Святой Иоанн на Патмосе (1505) Иеронима Босха.
Кроме того, существует предположение, что в работе могла быть использована концепция платоновского диалога Федр, в котором душа представлена уязвимой субстанцией, обладающей крыльями. Раненый ангел использует тему смерти и обращается к ней. Возможная версия — обращение к идее Платона в стремлении подчеркнуть уязвимость человеческой души.
В 1905—1906 годах Хуго Симберг расписывал Кафедральный собор Тампере. На одной из фресок он повторил сюжет картины «Раненый ангел», которую называл своей лучшей работой.

## Место действия и исторический контекст

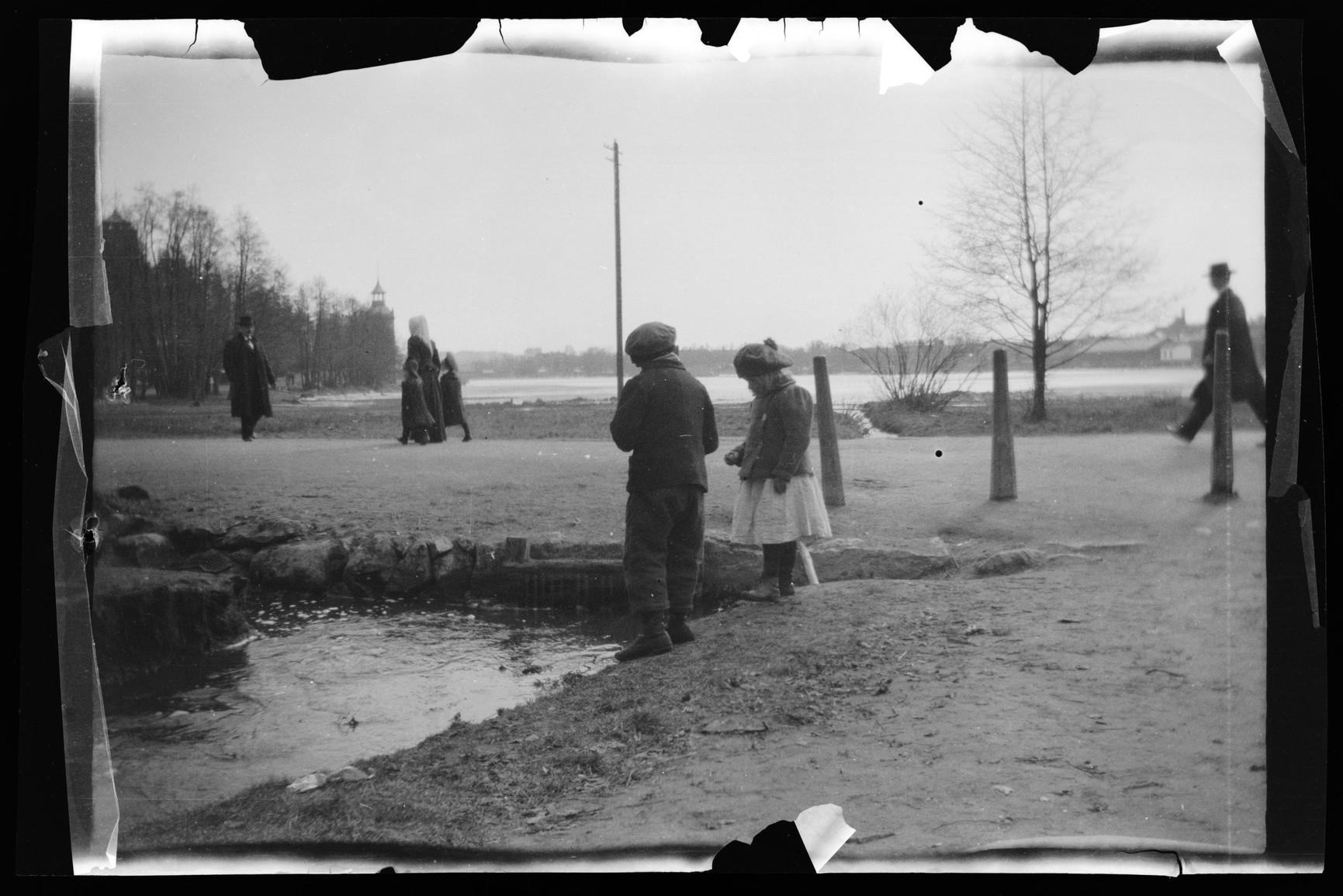
Парк Эйлянтарха. Подготовительный кадр Хуго Симберга к картине Раненый ангел, 1902

Действие картины разворачивается в реально существующем городском пространстве: парке Эляйнтарха (букв. «зоопарк») и бухте Тёёлё в Хельсинки. Эляйнтарха находился относительно недалеко от района Каллио, где в клинике проходил лечение Симберг. В начале XX века парк был местом отдыха среди представителей рабочих профессий. Также в Эляйнтарха располагались благотворительные учреждения. Дорога, по которой движутся персонажи, сохранилась и сегодня: процессия следует в сторону существовавшей тогда школы для слепых девочек и приюта для инвалидов.

## Влияние и значение
Картина оказала огромное влияние на европейскую художественную традицию. Ситуация смысловой неопределенности, созданная в картине, предвосхитила изобразительный метод таких художественных течений как метафизическая живопись и сюрреализм. Созданный в рамках символистской традиции, Раненый ангел стал своеобразным символом уязвимости и сомнения.
В 1947 году изображение было помещено на обложке книги Дневник человека в отчаянии Фридриха Рек-Маллечевена, погибшего в 1945 в лагере Дахау.
На цитатах из Раненого ангела построен клип метал-группы Nightwish к песне Amaranth.